# Поляковское сельское поселение (Ростовская область)
Поляковское сельское поселение — муниципальное образование в Неклиновском районе Ростовской области. 
Административный центр поселения — хутор Красный Десант.

## История
Бывшее имение российского финансиста Я. С. Полякова, проживавшего в XIX веке в Таганроге.

## Административное устройство
В состав Поляковского сельского поселения входит:
- хутор Красный Десант;
- село Боцманово;
- хутор Веселый;
- село Долоковка;
- посёлок Золотая Коса;
- хутор Ключникова Балка;
- хутор Новолакедемоновка;
- село Русская Слободка;
- хутор Русский Колодец;
- село Христофоровка.

## Население
| 2010  | 2012  | 2013  | 2014  | 2015  | 2016  | 2017  |
| ----- | ----- | ----- | ----- | ----- | ----- | ----- |
| 7225  | ↗7320 | ↗7423 | ↗7520 | ↘7507 | ↗7508 | ↘7435 |
| 2018  | 2019  | 2020  | 2021  |       |       |       |
| ↘7268 | ↘7124 | ↘7087 | ↗7127 |       |       |       |